# Thép không gỉ

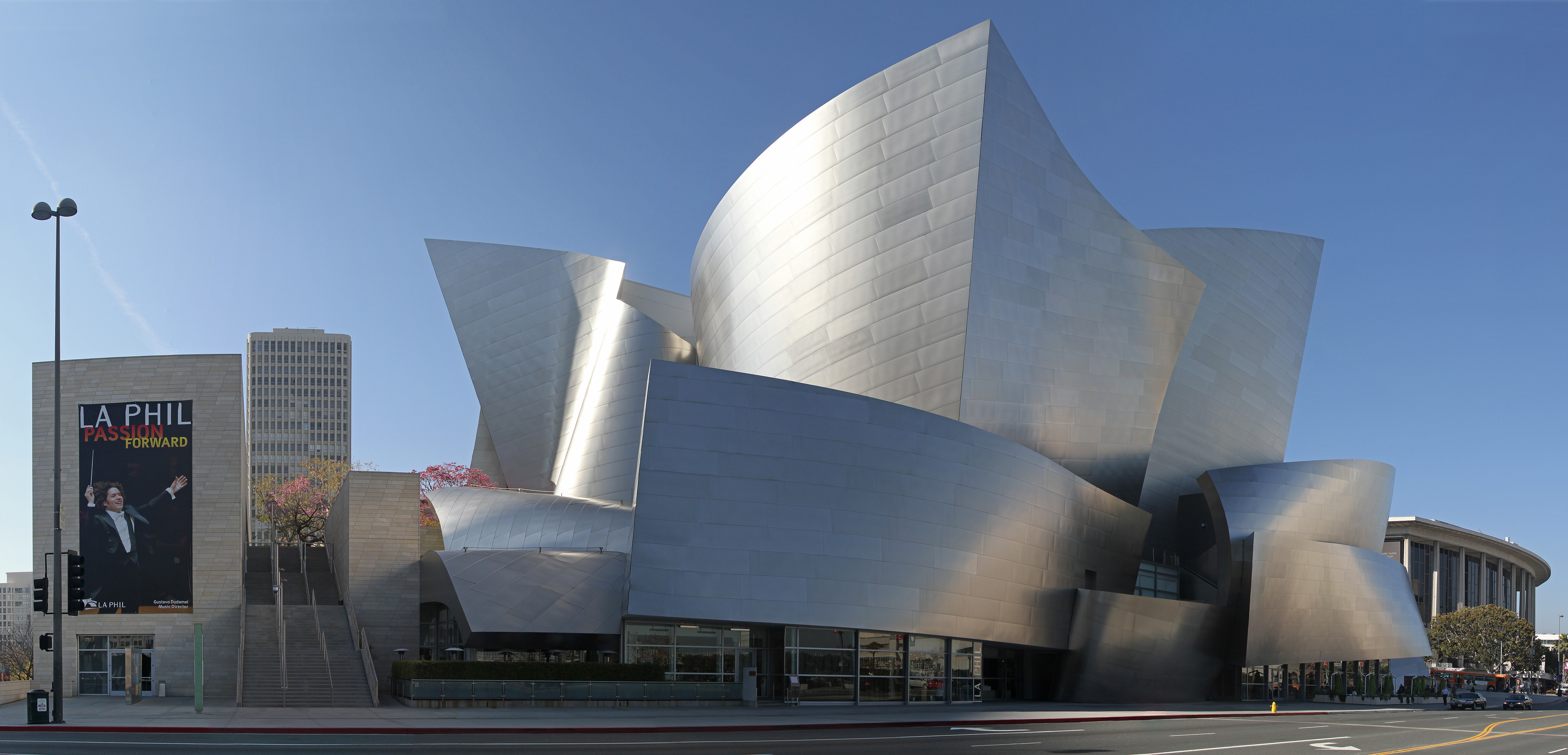
Tấm phủ thép không gỉ được sử dụng cho Nhà biểu diễn nhạc Walt Disney

Trong lĩnh vực luyện kim, thép không gỉ còn gọi là thép inox hay inox (phát âm tiếng Việt như là i-nốc) bắt nguồn trong tiếng Pháp inoxydable (inoxidizable) là một hợp kim thép, có hàm lượng chromi tối thiểu 10,5% theo khối lượng và tối đa 1,2% carbon theo khối lượng.
Thép không gỉ nổi bật nhất là khả năng chống ăn mòn, tăng lên khi tăng hàm lượng chromi. Bổ sung molypden làm tăng khả năng chống ăn mòn trong việc giảm acid và chống lại sự tấn công rỗ trong dung dịch chloride. Do đó, có rất nhiều loại thép không gỉ với hàm lượng chromi và molypden khác nhau để phù hợp với môi trường mà hợp kim phải chịu đựng. Khả năng chống ăn mòn và nhuộm màu của thép không gỉ, bảo trì thấp và độ bóng quen thuộc làm cho nó trở thành vật liệu lý tưởng cho nhiều ứng dụng đòi hỏi cả cường độ của thép và chống ăn mòn.
Thép không gỉ được cuộn thành tấm, tấm, thanh, dây và ống được sử dụng trong: dụng cụ nấu ăn, dao kéo, dụng cụ phẫu thuật, dụng cụ chính; vật liệu xây dựng trong các tòa nhà lớn, như Tòa nhà Chrysler; thiết bị công nghiệp (ví dụ, trong các nhà máy giấy, nhà máy hóa chất, xử lý nước); và bể chứa và tàu chở dầu cho hóa chất và thực phẩm (ví dụ, tàu chở hóa chất và tàu chở dầu). Khả năng chống ăn mòn của thép không gỉ, dễ dàng làm sạch và khử trùng bằng hơi nước và không cần lớp phủ bề mặt cũng có ảnh hương đến mức độ phổ biến trong ứng dụng nó trong nhà bếp thương mại và nhà máy chế biến thực phẩm.

## Lịch sử
Thép không gỉ gắn liền với tên tuổi của một chuyên gia ngành thép người Anh là ông Harry Brearley. Khi vào năm 1913, ông đã sáng chế ra một loại thép đặc biệt có khả năng chịu mài mòn cao, bằng việc giảm hàm lượng carbon xuống và cho chromi vào trong thành phần thép (0.24% C và 12.8% Cr).
Sau đó hãng thép ThyssenKrupp ở Đức tiếp tục cải tiến loại thép này bằng việc cho thêm nguyên tố nickel vào thép để tăng khả năng chống ăn mòn acid và làm mềm hơn để dễ gia công. Trên cơ sở hai phát minh này mà hai loại mác thép 400 và 300 ra đời ngay trước Chiến tranh thế giới lần thứ nhất. Sau chiến tranh, những năm 20 của thế kỷ 20, một chuyên gia ngành thép người Anh là ông W. H Hatfield tiếp tục nghiên cứu, phát triển các ý tưởng về thép không gỉ. Bằng việc kết hợp các tỉ lệ khác nhau giữa nickel và chromi trong thành phần thép, ông đã cho ra đời một loại thép không gỉ mới 18/8 với tỉ lệ 8% Ni và 18% Cr, chính là mác thép 304 quen thuộc ngày nay. Ông cũng là người phát minh ra loại thép 321 bằng cách cho thêm thành phần titan vào thép có tỉ lệ 18/8 nói trên.
Trải qua gần một thế kỷ ra đời và phát triển, ngày nay thép không gỉ đã được dùng rộng rãi trong mọi lĩnh vực dân dụng và công nghiệp với hơn 100 mác thép khác nhau.
Trong ngành luyện kim, thuật ngữ thép không gỉ (inox) được dùng để chỉ một dạng hợp kim sắt chứa tối thiểu 10,5% chromi. Tên gọi là "thép không gỉ" nhưng thật ra nó chỉ là hợp kim của sắt không bị biến màu hay bị ăn mòn dễ dàng như là các loại thép thông thường khác. Vật liệu này cũng có thể gọi là thép chống ăn mòn. Thông thường, có nhiều cách khác nhau để ứng dụng inox cho những bề mặt khác nhau để tăng tuổi thọ của vật dụng. Trong đời sống, chúng xuất hiện ở khắp nơi như những lưỡi dao cắt hoặc dây đeo đồng hồ...
Thép không gỉ có khả năng chống sự oxy hóa và ăn mòn rất cao, tuy nhiên sự lựa chọn đúng chủng loại và các thông số kỹ thuật của chúng để phù hợp vào từng trường hợp cụ thể là rất quan trọng.
Khả năng chống lại sự oxy hóa từ không khí xung quanh ở nhiệt độ thông thường của thép không gỉ có được nhờ vào tỷ lệ chromi có trong hợp kim (nhỏ nhất là 13% và có thể lên đến 26% trong trường hợp làm việc trong môi trường làm việc khắc nghiệt). Trạng thái bị oxy hóa của chromi thường là chromi(III) oxide. Khi chromi trong hợp kim thép tiếp xúc với không khí thì một lớp chromi III oxide rất mỏng xuất hiện trên bề mặt vật liệu; lớp này mỏng đến mức không thể thấy bằng mắt thường, có nghĩa là bề mặt kim loại vẫn sáng bóng. Tuy nhiên, chúng lại hoàn toàn không tác dụng với nước và không khí nên bảo vệ được lớp thép bên dưới. Hiện tượng này gọi là sự oxi hoá chống gỉ bằng kỹ thuật vật liệu. Có thể thấy hiện tượng này đối với một số kim loại khác như ở nhôm và kẽm.
Khi những vật thể làm bằng inox được liên kết lại với nhau với lực tác dụng như bu lông và đinh tán thì lớp oxide của chúng có thể bị bay mất ngay tại các vị trí mà chúng liên kết với nhau. Khi tháo rời chúng ra thì có thể thấy các vị trí đó bị ăn mòn.
Nickel cũng như molybden và vanadi cũng có tính năng oxy hóa chống gỉ tương tự nhưng không được sử dụng rộng rãi.
Bên cạnh chromi, nickel cũng như molybden và nitơ cũng có tính năng oxi hoá chống gỉ tương tự.
Nickel là thành phần thông dụng để tăng cường độ dẻo, dễ uốn, tính tạo hình của thép không gỉ. molybden (Mo) làm cho thép không gỉ có khả năng chịu ăn mòn cao trong môi trường acid. nitơ (N) tạo ra sự ổn định cho thép không gỉ ở nhiệt độ âm (môi trường lạnh).
Sự tham gia khác nhau của các thành phần chromi, nickel, molybden, nitơ dẫn đến các cấu trúc tinh thể khác nhau tạo ra tính chất cơ lý khác nhau của thép không gỉ.

## Phân loại
Có bốn loại thép không gỉ chính: Austenitic, Ferritic, Austenitic-Ferritic (Duplex) và Martensitic.
- Austenitic là loại thép không gỉ thông dụng nhất. Thuộc dòng này có thể kể ra các mác thép SUS 301, 304, 304L, 316, 316L, 321, 310s... Loại này có chứa tối thiểu 7% ni ken, 16% chromi, carbon (C) 0.08% max. Thành phần như vậy tạo ra cho loại thép này có khả năng chịu ăn mòn cao trong phạm vi nhiệt độ khá rộng, không bị nhiễm từ, mềm dẻo, dễ uốn, dễ hàn. Loại thép này được sử dụng nhiều để làm đồ gia dụng, bình chứa, ống công nghiệp, tàu thuyền công nghiệp, vỏ ngoài kiến trúc, các công trình xây dựng khác...
- Ferritic là loại thép không gỉ có tính chất cơ lý tương tự thép mềm, nhưng có khả năng chịu ăn mòn cao hơn thép mềm (thép carbon thấp). Thuộc dòng này có thể kể ra các mác thép SUS 430, 410, 409... Loại này có chứa khoảng 12% - 17% chromi. Loại này, với 12%Cr thường được ứng dụng nhiều trong kiến trúc. Loại có chứa khoảng 17%Cr được sử dụng để làm đồ gia dụng, nồi hơi, máy giặt, các kiến trúc trong nhà...
- Austenitic-Ferritic (Duplex) Đây là loại thép có tính chất "ở giữa" loại Ferritic và Austenitic có tên gọi chung là DUPLEX. Thuộc dòng này có thể kể ra LDX 2101, SAF 2304, 2205, 253MA. Loại thép duplex có chứa thành phần Ni ít hơn nhiều so với loại Austenitic. DUPLEX có đặc tính tiêu biểu là độ bền chịu lực cao và độ mềm dẻo được sử dụng nhiều trong ngành công nghiệp hoá dầu, sản xuất giấy, bột giấy, chế tạo tàu biển... Trong tình hình giá thép không gỉ leo thang do ni ken khan hiếm thì dòng DUPLEX đang ngày càng được ứng dụng nhiều hơn để thay thế cho một số mác thép thuộc dòng thép Austenitic như SUS 304, 304L, 316, 316L, 310s...
- Martensitic Loại này chứa khoảng 11% đến 13% Cr, có độ bền chịu lực và độ cứng tốt, chịu ăn mòn ở mức độ tương đối. Được sử dụng nhiều để chế tạo cánh tuabin, lưỡi dao...

## Đặc tính của thép không gỉ
Các đặc tính của nhóm thép không gỉ có thể được nhìn dưới góc độ so sánh với họ thép carbon thấp. Về mặt chung nhất, thép không gỉ có đặc điểm:
- Tốc độ hóa bền rèn cao
- Độ dẻo cao hơn
- Độ cứng và độ bền cao hơn
- Độ bền nóng cao hơn
- Chống chịu ăn mòn cao hơn
- Độ dẻo dai ở nhiệt độ thấp tốt hơn
- Phản ứng từ kém hơn (chỉ với thép austenit)
- Các cơ tính đó thực ra đúng cho họ thép austenit và có thể thay đổi khá nhiều đối với các mác thép và họ thép khác.

Các cơ tính đó liên quan đến các lĩnh vực ứng dụng thép không gỉ, nhưng cũng chịu ảnh hưởng của thiết bị và phương pháp chế tạo.
Bảng 1 (Phần A). Tính chất so sánh của họ thép không gỉ.
| nhóm hợp kim     | Từ tính 1 | Tốc độ hoá bền rèn | Chịu ăn mòn 2 | Khả năng hoá bền |
| ---------------- | --------- | ------------------ | ------------- | ---------------- |
| Austenit         | Không     | Rất cao            | Cao           | Rèn nguội        |
| Duplex           | Có        | Trung bình         | Rất cao       | Không            |
| Ferrit           | Có        | Trung bình         | Trung bình    | Không            |
| Martensit        | Có        | Trung bình         | Trung bình    | Tôi và Ram       |
| Hoá bền tiết pha | Có        | Trung bình         | Trung bình    | Hoá già          |

(1)- Sức hút của nam châm đối với thép. Chú ý, một số mác thép bị nam châm hút khi đã qua rèn nguội.
(2)- Biến động đáng kể giữa các mác thép trong mỗi nhóm, ví dụ, các mác không gia được có tính chịu ăn mòn thấp hơn, và khi có Mo cao hơn sẽ có tính kháng cao hơn.
Bảng 1 (Phàn B). Cơ tính so sánh của họ thép không gỉ.
| Nhóm hợp kim     | Tính dẻo   | Làm việc ở nhiệt độ cao | Làm việc ở nhiệt độ thấp3 | Tính hàn |
| ---------------- | ---------- | ----------------------- | ------------------------- | -------- |
| Austenit         | Rất cao    | Rất cao                 | Rất tốt                   | Rất cao  |
| Duplex           | Trung bình | Thấp                    | Trung bình                | Cao      |
| Ferrit           | Trung bình | Cao                     | Thấp                      | Thấp     |
| Martensit        | Thấp       | Thấp                    | Thấp                      | Thấp     |
| Hoá bền tiết pha | Trung bình | Thấp                    | Thấp                      | Cao      |

(3)- Đo bằng độ dẻo dai hoặc độ dẻo ở gần 0 °C. Thép không gỉ Austenit giữ được độ dẻo ở nhiệt độ thấp.

## Phân loại theo tiêu chuẩn
Có nhiều biến thể về thép không gỉ và Học viện gang thép Mỹ (AISI) trước đây quy định một số mác theo chuẩn thành phần, và vẫn tiếp tục được sử dụng rộng rãi cho đến ngày nay. Ngày nay, SAE và ASTM dựa theo chuẩn của AISI để quy định các mác thép của mình, được đánh chỉ số UNS là 1 ký tự + 5 chữ số đối với các mác thép mới. Phạm vi đánh chỉ đầy đủ nhất của những họ thép không gỉ được sử dụng trong Hiệp hội gang thép (ISS), và sổ tay SEA/ASTM về hệ chỉ số hợp nhất. Các mác thép nào đó khác không có chỉ số chuẩn, mà đang được sử dụng ở các quốc gia khác hoặc các quy định quốc tế, hoặc quy định đối với sản xuất chuyên biệt như các chuẩn về thép dây hàn.